# Bokspits
Bokspits – wieś w Botswanie w dystrykcie Kgalagadi. Jest najbardziej wysuniętą osadą w Botswanie i znajduje się przy granicy z RPA. Według spisu ludności z 2001 roku wieś liczyła 499 mieszkańców.